# أوكسي كلوريد السيلينيوم
أوكسي كلوريد السيلينيوم هو مركب كيميائي صيغته SeOCl2، ويكون على شكل سائل عديم اللون.

## التحضير
يحضر المركب من تفاعل ثنائي أكسيد السيلينيوم مع كلوريد الهيدروجين
{\displaystyle \mathrm {SeO_{2}+2\ HCl\longrightarrow SeO_{2}\cdot 2\ HCl} }
{\displaystyle \mathrm {SeO_{2}\cdot 2\ HCl+H_{2}SO_{4}\longrightarrow SeOCl_{2}+H_{2}SO_{4}\cdot H_{2}O} }
كما يمكن أن يتم التحضير بالتفاعل مع كلوريد الثيونيل عند حوالي الدرجة 50 °س:
{\displaystyle \mathrm {SeO_{2}+SOCl_{2}\longrightarrow SeOCl_{2}+SO_{2}} }

## الخواص
يوجد المركب في الشروط القياسية على شكل سائل عديم اللون، وهو ضعيف التطاير، لكنه قابل للاسترطاب، وهو يتفاعل مع الرطوبة ليعطي كلوريد الهيدروجين وحمض السيلينوز.

## الاستخدامات
يمكن أن يستخدم المركب مذيباً في تفاعلات الاصطناع العضوي.